# 神笛丐侠
《神笛丐侠》（英語：The Begging Swordsman）是1970年上映的一部电影，由楊甦执导兼编剧，欧阳俊等人出演，该电影主要讲述了一对儿师兄妹下山找人所遇到的事情。

## 劇情簡介
有一对儿师兄妹在师父的要求下，去找一个人。
而后他们因为一些原因而纷扮成乞丐去找那个人，并在找到那个人之后，遭遇了一场阴谋。
虽然说最后他们解决掉了麻烦，但是师妹却死于阴谋中……

## 演员
- 欧阳俊
- 汪玲
- 馬驥
- 常枫
- 李芷麟
- 矮子王
- 葛小宝
- 山茅

## 相關連結
- 互联网电影数据库（IMDb）上《神笛丐侠》的资料（英文）
- 豆瓣电影上《神笛丐侠》的資料 （简体中文）
- 香港影庫上《神笛丐侠》的資料（繁體中文）